# 이시다촌 (가가와현)
이시다촌(일본어: 石田村)은 일본 가가와현 산가와군·오카와군에 있던 촌이다. 현재의 사누키시에 해당한다.

## 역사
- 1890년 2월 15일 - 정촌제 시행에 수반해, 산가와군 이시다촌이 성립하였다.
- 1899년 4월 1일 - 오카와군 소속이 되었다.
- 1955년 7월 1일 - 간자키촌과 신설합병해, 산가와촌이 성립, 동일 이시다촌은 폐지되었다.

## 참고 문헌
- 角川日本地名大辞典編纂委員会, 『角川日本地名大辞典 43 香川県』, 1985, 角川書店
- 四国新聞社 編『香川年鑑』 昭和30年、四国新聞社、高松市、1954年11月30日。doi:10.11501/3022103。 NCID BB10788678。OCLC 673819408。